# Lorenzo Rusio
Fray Lorenzo Rusio, latinizado como Laurentius Rusius (1288 - 1347), fraile franciscano y veterinario y albéitar italiano.
Se desconocen los lugares donde nació y murió. Ejerció su profesión en Roma desde el año 1320 y dedicó su tratado Liber Marescalciae Equorum (1489), republicado como Hippiatria sive marescalia... in qua praeter variorum morborum plurima ac saluberrima remedia plures... (Paris: Christianus Wechelum, 1532), sobre veterinaria equina, escrito en torno al año 1340, a su protector, el cardenal Napoleone Orsini (1263-1342), a cuyo servicio estuvo en Aviñón. Esta obra, que se conoce con distintos títulos, fue traducida a un dialecto italiano del siglo XIV y tuvo un éxito enorme durante el siglo XVI. Pietro del Prato descubrió el texto de la versión italiana y lo publicó en el siglo XIX con ayuda de Luigi Barbieri: La Mascalcia di Lorenzo Rusio, volgarizzamente del secolo XIV messo per la prima volta in luce; aggiuntovi il testo latino per cura de Luigi Barbieri. Bologna: Romagnoli, 1867-1870, 2 vols. Fue utilizado como una fuente esencial para el tratado de albeitería en catalán Llibre de la menescalia de Manuel Díez de Calatayud, quien lo presentó a Alfonso V el Magnánimo, rey de Nápoles. A juicio de Pedro Darder, toma casi todo de Pedro Crecentino y solo añade un amplio recetario tomado de un tal Maurus. Pero conocía también a los autores griegos y, aunque participa de los errores y prejuicios de su época y abusa demasiado de la cauterización como procedimiento terapéutico, en su parte quirúrgica se muestra gran deudor de la albeitería árabe, por ejemplo, al describir la castración por magullamiento. El albéitar decimonónico Pedro Darder afirma que "casi todo el arte quirúrgico moderno se encuentra en germen en su libro, aunque de una manera informe y sin sujeción a reglas, Es el primero que ha hablado de la necesidad de mantener en suspensión a los animales que padecen de los pies, señalando un medio para efectuarlo; de la manera de reducir las hernias de castración; de la extracción de la haba; de la reunión de los tendones cortados accidentalmente; y, por último, de otras varias operaciones que seria prolijo detallar".